# 大崎市民バス
大崎市民バス（おおさきしみんバス）は、宮城県大崎市が運行するコミュニティバス。大崎市に合併した各地域（旧自治体）ごとに運行している廃止代替バスや自治体バスの総称である。

## 幹線・広域バス路線
宮城交通→ミヤコーバスの路線であり、運行主体は同社のまま、事業主体を大崎市に変更したものである。特記ない路線は古川営業所の担当。

### 現行路線

#### 鳴子線
- （古川営業所 - ）古川駅前 - 七日町 （- 大崎市民病院）- 千手寺町 - 岩出山総合支所前 - 岩出山仲町 - 池月駅前 - 川渡温泉駅前 - 東鳴子赤湯 - 鳴子温泉駅前
  - 土曜・日曜・祝日は全便運休。
  - 簡易距離別運賃を採用している。
  - 以前は鳴子車庫に車両を留置し現地出勤（電話点呼）で対応していたが、その後は古川営業所から回送による送り込みとなった。
  - 2016年10月1日より、一部便が大崎市民病院に乗り入れ。
  - 2021年10月11日より、鳴子総合支所移転に伴い新庁舎へ乗り入れ（従来の鳴子総合支所前バス停は「旧鳴子総合支所前」に改名）[2]。

#### 宮沢真山線
- （古川営業所 - ）古川駅前 - 七日町 （- 大崎市民病院）- 千手寺町 - 宮沢支所前 - 清滝地区公民館 - 真山御上
  - 土曜・日曜・祝日は全便運休。
  - 簡易距離別運賃制を採用している。
  - 清滝地区公民館 - 真山御上：フリー乗降区間
  - 元々古川営業所担当であったが、2015年頃より築館営業所に移管された。

#### 清滝線
- 古川営業所 - 古川駅前 - Fプラザ - 七日町 - 旧分校前 - 鴻ノ巣
  - 簡易距離別運賃を採用している。
  - 火・金曜のみ運行。古川市民バス実証実験の残存路線。
  - 代車運行時を除き小型車で運行。

#### 古川線
- （大崎市民病院 - ）古川駅前 - 七日町 - 片倉病院前 - 高清水 - 築館町 - 栗原中央病院
  - 大崎市と栗原市にまたがる路線であり、栗原市区間は同市が事業主体の栗原市民バスとして運行される。
  - 旧JRバス東北路線
  - 築館営業所の主管路線だが、古川営業所も一部便を担当する。
  - 「栗原市民バス」と同一の運賃形態である。

#### 高倉線
- 古川駅前 - 七日町 （- 大崎市民病院）- 塚の目 - 飯川分岐点 - 高倉支所前 - 鳴瀬川 - 中新田 / 中新田南町 - 中新田西町 - 矢越
  - 日曜・祝日は全便運休。
  - 代車運行時を除き小型車で運行。
  - 2016年10月1日より、一部便が大崎市民病院に乗り入れ。

#### 三本木大衡線
- （古川営業所 - ）古川駅前 - 十日町 - 片倉病院前 （- 大崎市民病院）- 三本木 - 混内山 - 三本木音無（ - 大衡村役場前）
  - JRバス東北古川線・古川駅 - 吉岡間廃止に伴い、古川駅 - 三本木音無間で代替運行開始。
  - 簡易距離別運賃を採用している。
  - 2012年4月1日（実際の運行は翌4月2日から）より、平日の一部便を大衡村役場前まで延長、路線名も「三本木大衡線」と改称[3]。
  - 2015年10月1日より一部便（平日の1往復）が大崎市民病院経由となる[4]。

#### 大貫線
- （古川営業所 - ）古川駅前 - 七日町 （- 大崎市民病院）- 片倉病院前 - 休塚 - 田尻駅前 - 下長根
  - 簡易距離別運賃を採用している。
  - 土曜・日曜・祝日は全便運休。
  - 「下長根」停留所は涌谷町民バス小里循環線の「長根貝塚」停留所と同位置であるが、接続が悪く乗換えは難しい。
  - 代車運行時を除き小型車（三菱ふそう・エアロミディMJ）で運行。
  - 2016年10月1日より、一部便が大崎市民病院に乗り入れ。
  - 「長根」停留所で登米市民バス米山佐沼線と上下2便ずつが乗り継ぎ可能になっている。

#### 松山鹿島台線
- （古川営業所 - ）古川駅前 - 片倉病院前 （- 大崎市民病院）- 大崎合同庁舎前 - 松山町 - 酒ミュージアム - 松山町駅前 - 長尾入口 - 鹿島台駅前 - 鎌田記念ホール
  - 簡易距離別運賃を採用している。
  - 土曜・日曜・祝日は全便運休。
  - 代車運行時を除き小型車（三菱ふそう・エアロミディMJ）で運行。
  - 2016年10月1日より、一部便が大崎市民病院に乗り入れ。

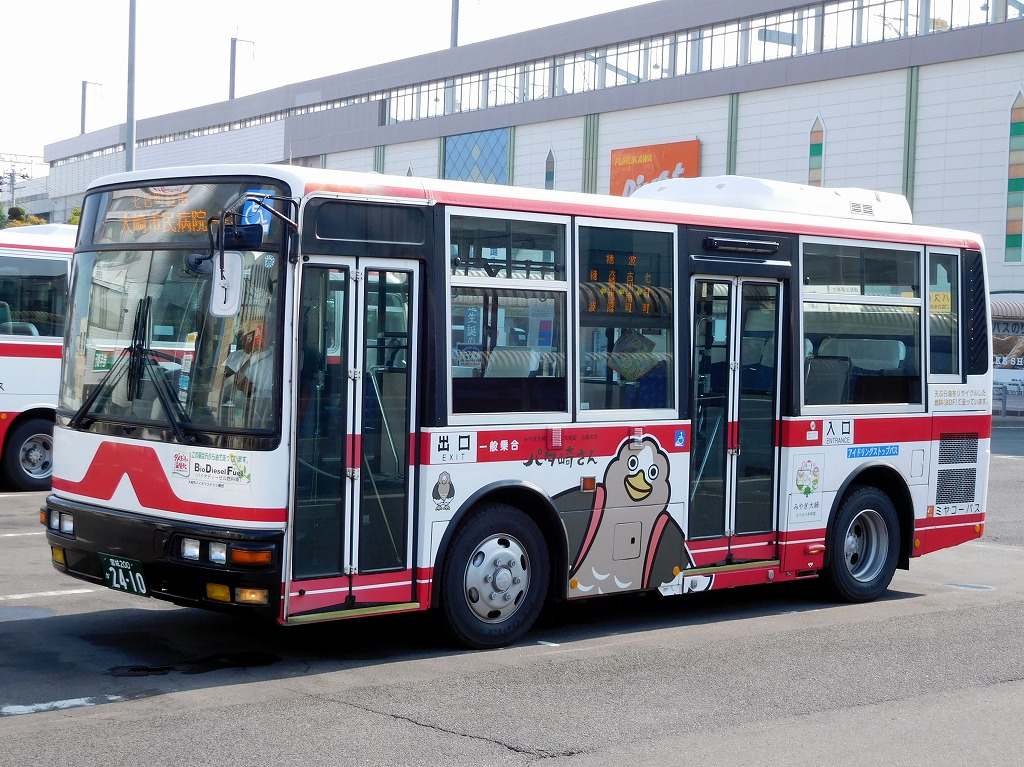
中心市街地循環便に使用される車両（撮影時は大崎市民病院シャトルバス専用車）

#### 中心市街地循環便
- 北側循環便：古川駅前 - 福浦団地 - 千手寺町 - 大崎市民病院 - （ほなみ親水公園前→穂波東公園前）- 七日町 - 古川駅前
- 南側循環便：古川駅前 - 吉野作造記念館前 - 古川営業所 - 大崎合同庁舎前 - 大崎市民病院 - 七日町 - 古川駅前
- シャトル便：古川駅前 → 七日町 → 大崎市民病院 → 七日町 → 古川駅前
  - 2016年10月1日、大崎市民病院シャトルバスを再編、北側循環便・南側循環便・シャトル便の3系統を設定。
  - 土曜・日曜・祝日は全便運休、運賃は100円。200円の一日乗車券を発売。
  - 穂波団地内は上り・下りとも時計回りの一方通行となる。
  - 2017年7月1日（実際の運行は同月3日より）、中心市街地循環便にバス停3カ所を新設[5]。
  - 2021年10月1日より、一部便（穂波団地を経由する便）が運行経路を変更、「下小泉」「上古川住宅前」に新たに停車[2]。

### 過去の路線
大崎市民病院シャトルバス
- 駅南経由：古川駅前 - 駅南 - 大崎市民病院 - （ほなみ親水公園前→穂波東公園前）
- 七日町経由：古川駅前 - 七日町 - 古川南町 - 大崎市民病院 - （ほなみ親水公園前→穂波東公園前）
  - 2014年7月1日、大崎市民病院の現在地への移転に伴い運行開始[6]。
  - 土曜・日曜・祝日は全便運休、運賃は100円[6]。
  - 2016年10月1日より、大崎市中心市街地循環便に再編。

## 鹿島台地域地域内交通
合併前に旧・鹿島台町内で運行していた「ミニバスかしまだい」を引き継いだもので、2012年10月1日から，大崎市から鹿島台地域内公共交通運営委員会に委託され、運営をしている。運行は鹿島台タクシーの1社に委託されている。愛称は三之助わらじ号。
旧町内くまなく路線が張り巡らされており、午前中は定時定路線のコミュティバスとして運行され、午後については予約制の乗り合いタクシーで運行されている。
概要

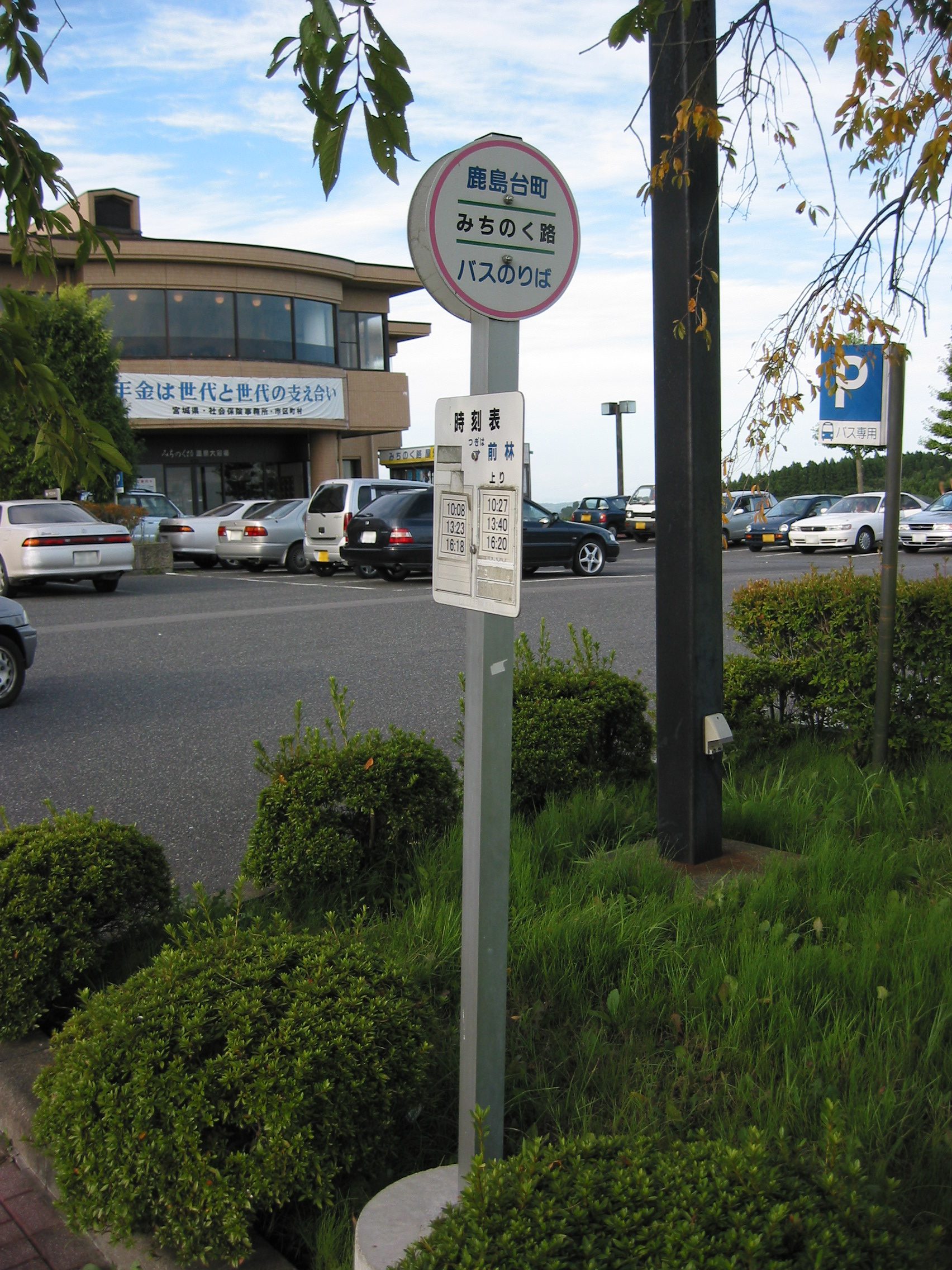
「ミニバスかしまだい」当時のバス停

- 料金は利用1回300円、小中学生200円、小学生未満無料。
- 土日曜・祝日は運休。
- 定員超過の場合は補完車としてタクシー車を運行。

沿革
- 1998年（平成10年）10月1日 - 「ミニバスかしまだい」として運行開始。
- 2013年（平成25年）10月1日 - 「鹿島台地域内公共交通」として運行開始。

運行系統
※以下は、2014年10月1日時点での情報である。括弧内は不経由便あり。
- 志田谷地線：鹿島台分院 - 鹿島台駅前 - 内ノ浦団地 - 小川橋 - 下志田 - 上志田 - 川前
- 大迫岩渕線：鹿島台分院 - 鹿島台駅前 - 砂子沢 - 深谷 - 富ノ下 - 小迫 - 岩渕林道入口
- 山谷線：鹿島台駅前 - 鹿島台分院 - 広長公会堂前 - 山谷 - みちのく路 - 一ノ坪 - 学童農園
- 船越線：鹿島台駅前 - 鹿島台分院 - 鷹待嶽 - 法華坂 - 船越 - 集樂館前
- 県道小迫線：鹿島台分院 - 鹿島台駅前 - 杉ヶ崎 - ダンナ山前 - 大迫 - 南小迫
- 本地出町線：鹿島台駅前→鹿島台分院→竹谷中→台畑→阿久戸→鹿島台分院→鹿島台駅前
  - 上記経路のみの片循環運行である。
- 鎌巻三ツ屋線：鹿島台分院→鹿島台駅前→小川→鎌巻生活センター→二子屋→三ツ屋→竹谷中→鹿島台分院→鹿島台駅前
  - 上記経路のみの片循環運行である。

車両
- トヨタ・ハイエースが主に使用されている。受託事業者1社が同一仕様の2台を使用している。

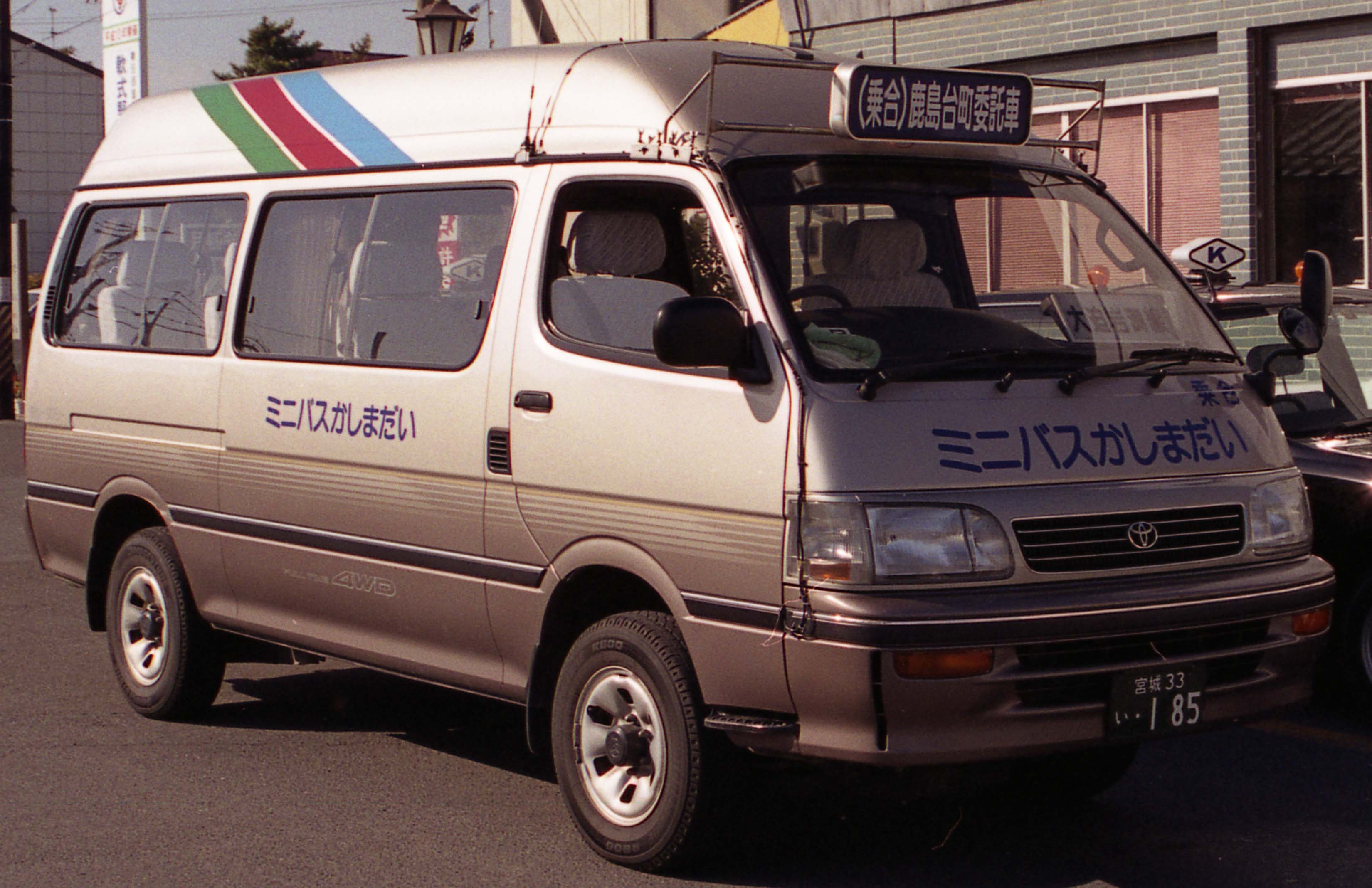
「ミニバスかしまだい」当時の車両 （鹿島台タクシー）

## 鳴子温泉地域市営バス
合併前の「鳴子町営バス」を引き継いだもので、町営バスとして運行開始当時から自家用自動車（白ナンバー車）による有償運送の運行形態を採っている。
宮城交通が廃止した路線の代替運行を行う、廃止代替バスである。
概要

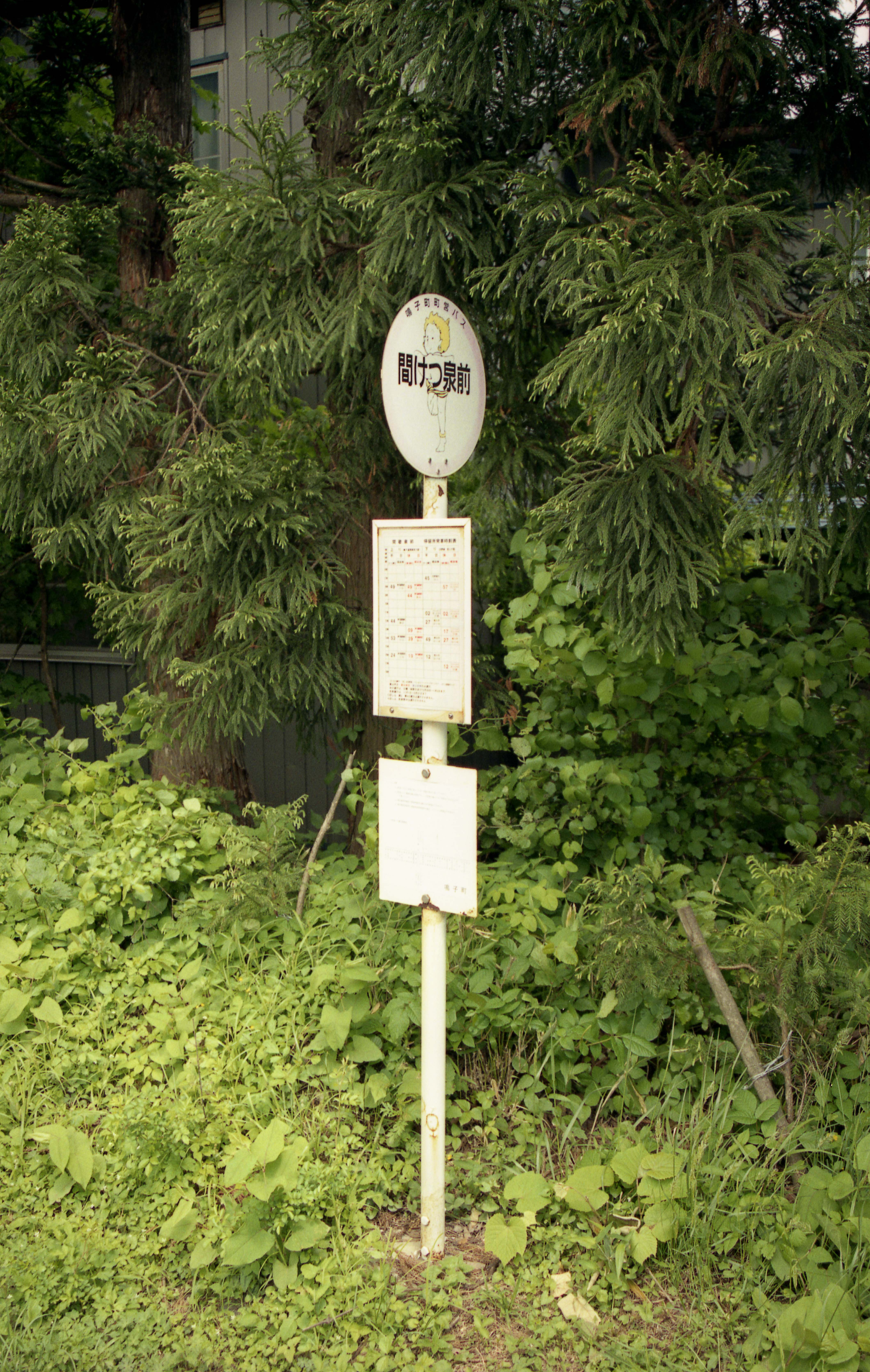
鳴子町営バス当時のバス停

- 運賃は区間制、子供（1歳以上6歳未満）は半額で10円未満の端数は切り上げ。

沿革
- 1995年（平成7年）10月1日 - 「鳴子町営バス」として運行開始。
- 2012年（平成24年）10月1日 - 田野原 - 岩入間廃止。この区間は鳴子温泉地域鬼首地区地域内交通（鬼っ子号、後述）に移管。

路線
※以下は、2015年3月14日時点での情報である。
- 鳴子温泉駅前 - （鳴子温泉分院 - ）轟温泉 - （宮沢温泉 - 吹上キャンプ場前 -） 鬼首学校前 - （ペンション村 - ）田野原
  - 括弧内は不経由便あり。ペンション村発田野原経由の便もある。

車両
- 鳴子町当時は、三菱ふそう・エアロミディMJを使用していた。
- 2012年4月1日より、定員15人の車両に変更。

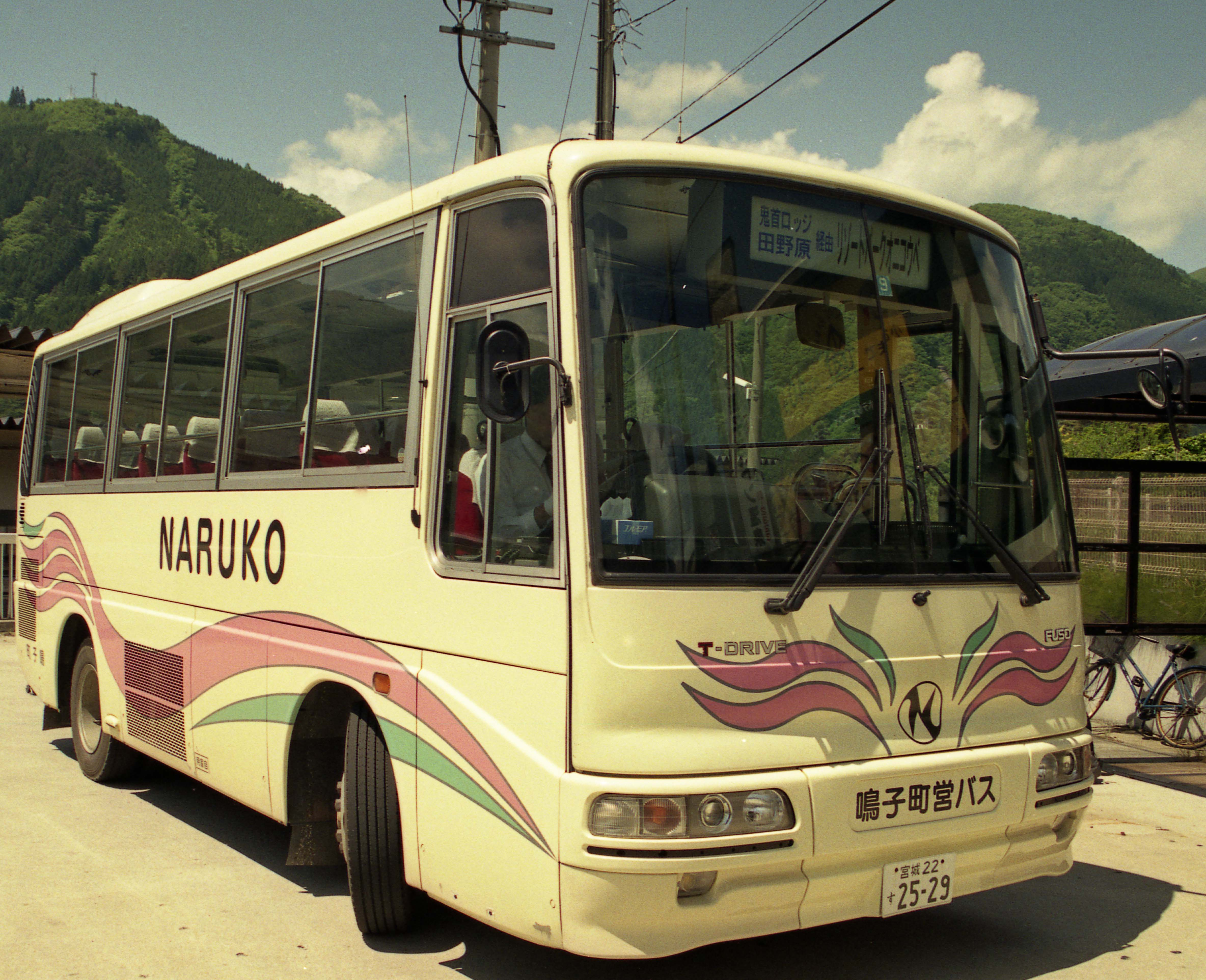
鳴子町営バス当時の車両
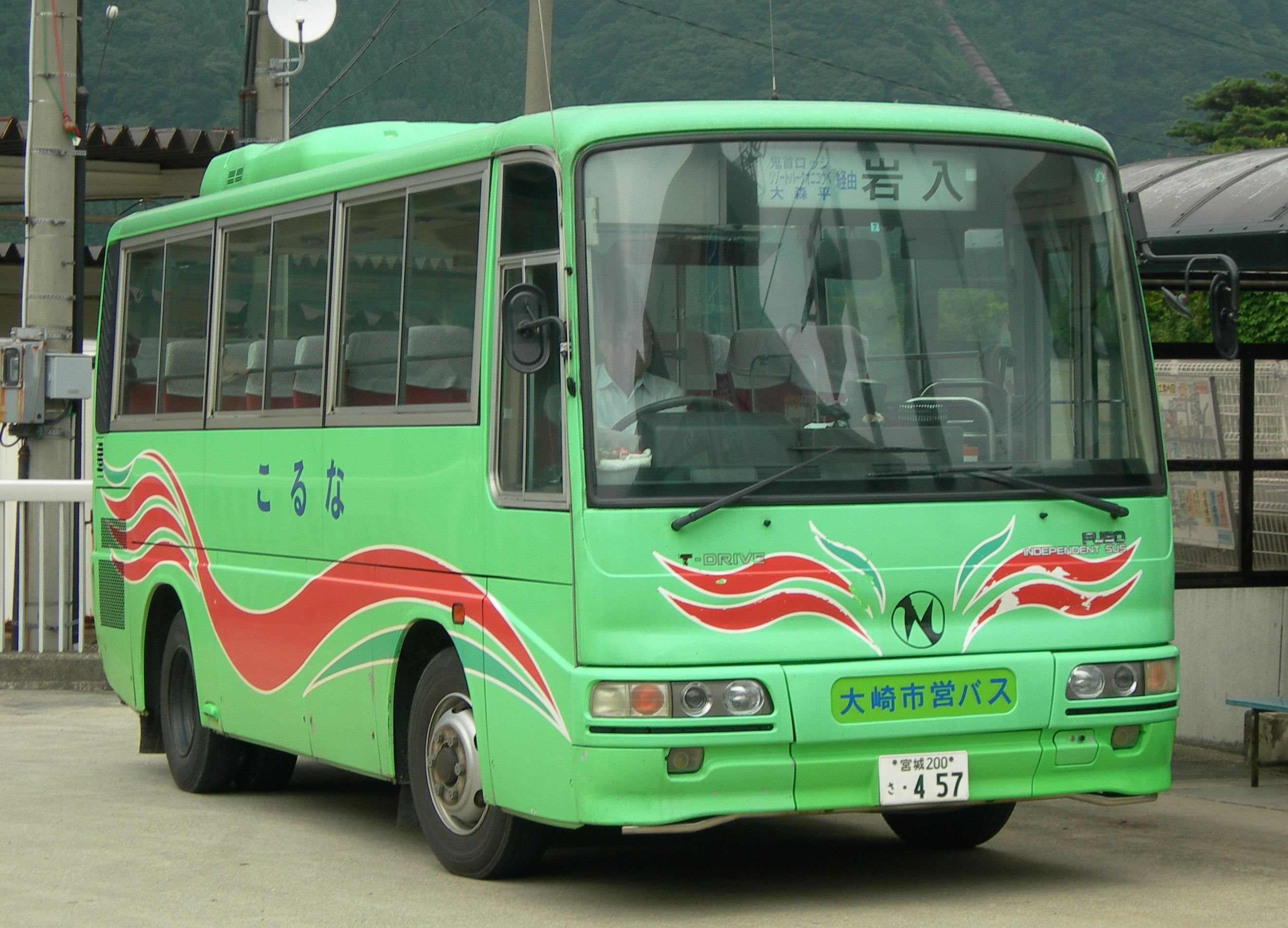
大崎市営バスとなった後の車両

### 鳴子温泉地域鬼首地区地域内交通
鳴子温泉地域市営バスの田野原 - 岩入間廃止に伴い、2012年10月1日よりこの区間を代替運行する。定時定路線方式および予約制乗り合い方式を併用。なお、定時定路線方式は、朝夕は鳴子温泉駅前まで運行する。愛称は鬼っ子号。
概要
- 土日祝日および年末年始は運休。

路線
- 鳴子温泉駅前 - （鳴子温泉分院 - ）轟温泉 - 鬼首学校前 - 田野原 - 尾ヶ沢 - 温湯 - 岩入
  - 括弧内は不経由便あり。
  - 鳴子温泉地域市営バスとの乗継基点は鬼首学校前。

## 過去の路線

### 岩出山地域市営バス
合併前の「岩出山町町営バス」を引き継いだもので、町営バスとして運行開始当時から自家用自動車（白ナンバー車）による有償運送の運行形態を採っていた。
もともと宮城交通が廃止した路線の代替運行を行う廃止代替バスだったが、その後合併前に自主運行的に路線を追加し、コミュニティバスの性格も持つようになった。
2012年4月2日からは予約制乗り合い交通「やまゆり」「もみの木」に移行した。
概要
- 運賃は大人利用（1回）、小・中学生100円、小学生未満無料。回数券は100円券11枚綴り1,000円があった。
- 日曜・祝祭日・年末年始（12/30～1/3）は運休であった。

沿革
- 1994年（平成6年）10月1日 - 「岩出山町町営バス」として運行開始。当時の路線は真山線（3ルート）のみ。
- 2012年（平成24年）4月2日 - 廃止。予約制乗り合い交通「やまゆり」「もみの木」に移行。

路線
※以下は、2007年4月1日改正時点での情報である。
- 真山線：岩出山総合支所前 - 有備館駅前 - 十文字 - 葛岡 - 赤新田 - 真山小学校前 - 馬館 - 北沢 - 真山御上
  - 葛岡・磯田・小坪経由：岩出山総合支所前 - 有備館駅前 - 十文字 - 葛岡 - 磯田 - 真山小学校前 - 天神 - 境田 - 小坪集会所前 - 真山御上
    - 月曜・水曜・金曜の1往復のみの運行。

  - 菅生・小倉・大坪経由：岩出山総合支所前 - 有備館駅前 - 十文字 - 菅生集会所前 - 小倉 - 馬館 - 北沢 - 大坪集会所前 - 境田
    - 火曜・木曜・土曜の1往復のみの運行。
- 西大崎線
  - 二又・中里・桂沢行：岩出山総合支所前→有備館駅前→いこいの森→二又→中里→桂沢→大崎太陽の村→有備館駅前→ 岩出山総合支所前
    - 月曜・水曜・金曜の2便のみの運行で、上記経路のみの片循環運行であった。

  - 樋渡・高畑・川北行：岩出山総合支所前→有備館駅前→大崎太陽の村→樋渡→高畑→川北第2生活センター前→有備館駅前→岩出山総合支所前
    - 火曜・木曜・土曜の2便のみの運行で、上記経路のみの片循環運行であった。
- 一栗線
  - 岩出山総合支所前 - 有備館駅前 - 上一栗 - あ・ら・伊達な道の駅 - 上宮 - あ・ら・伊達な道の駅 - 上一栗根岸 - 上野目小学校前 - 有備館駅前 - 岩出山総合支所前
  - 火曜・木曜・土曜の2便のみの運行。1便目と2便目とで循環する方向は反対であった。

車両

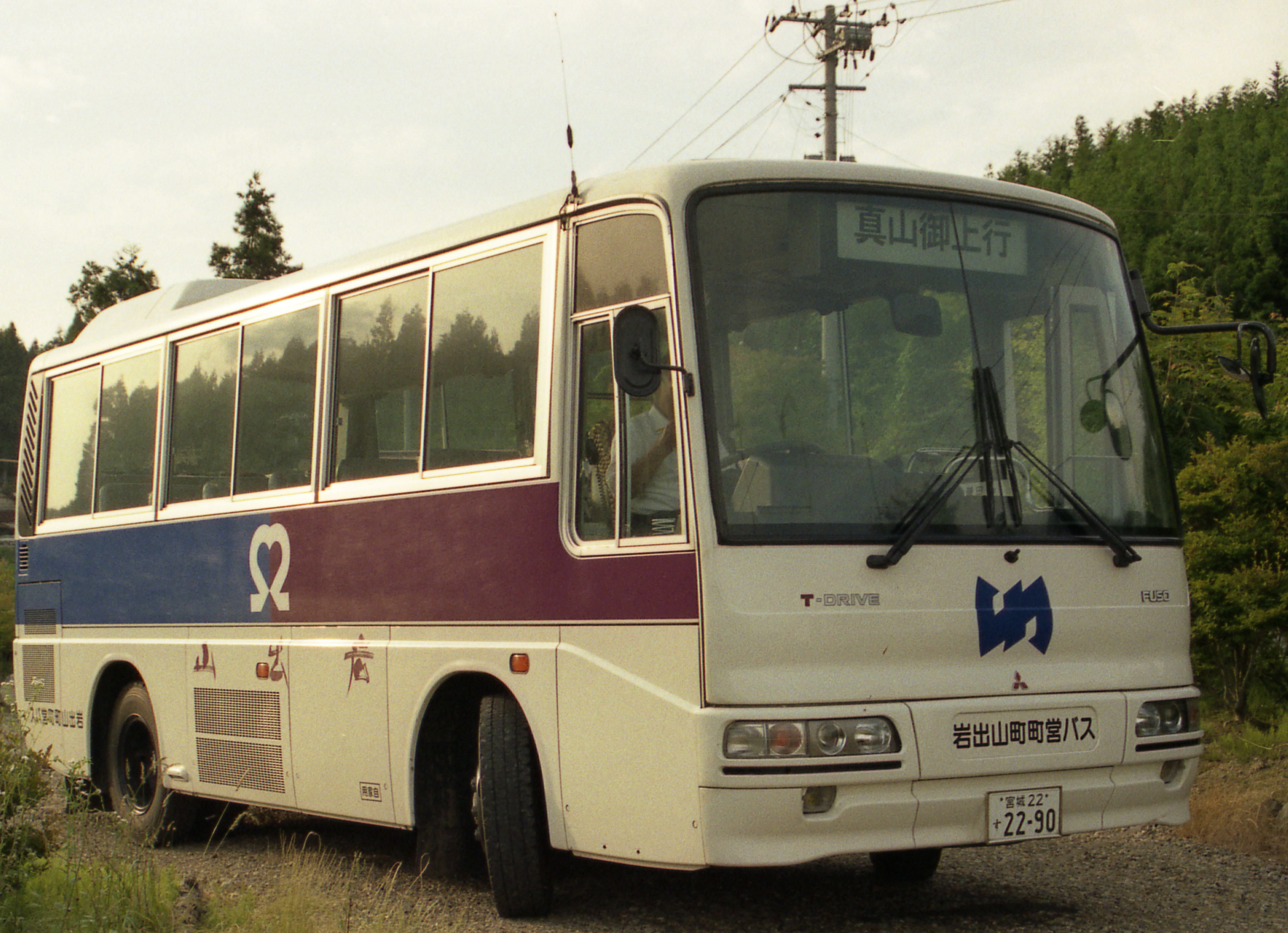
岩出山町町営バス当時の車両

- 旧・岩出山町時代からのいすゞ・ジャーニーKおよび三菱ふそう・エアロミディMJ（白ナンバー車）を使用していた。車両運転業務は町内にバス事業者が存在しなかったため、運行開始から長らく岩出山運転代行に委託していたが、2010年5月現在では町内の貸切バス事業者である宝殿ランナーズバスに変更された。

### 田尻地域思いやりバス

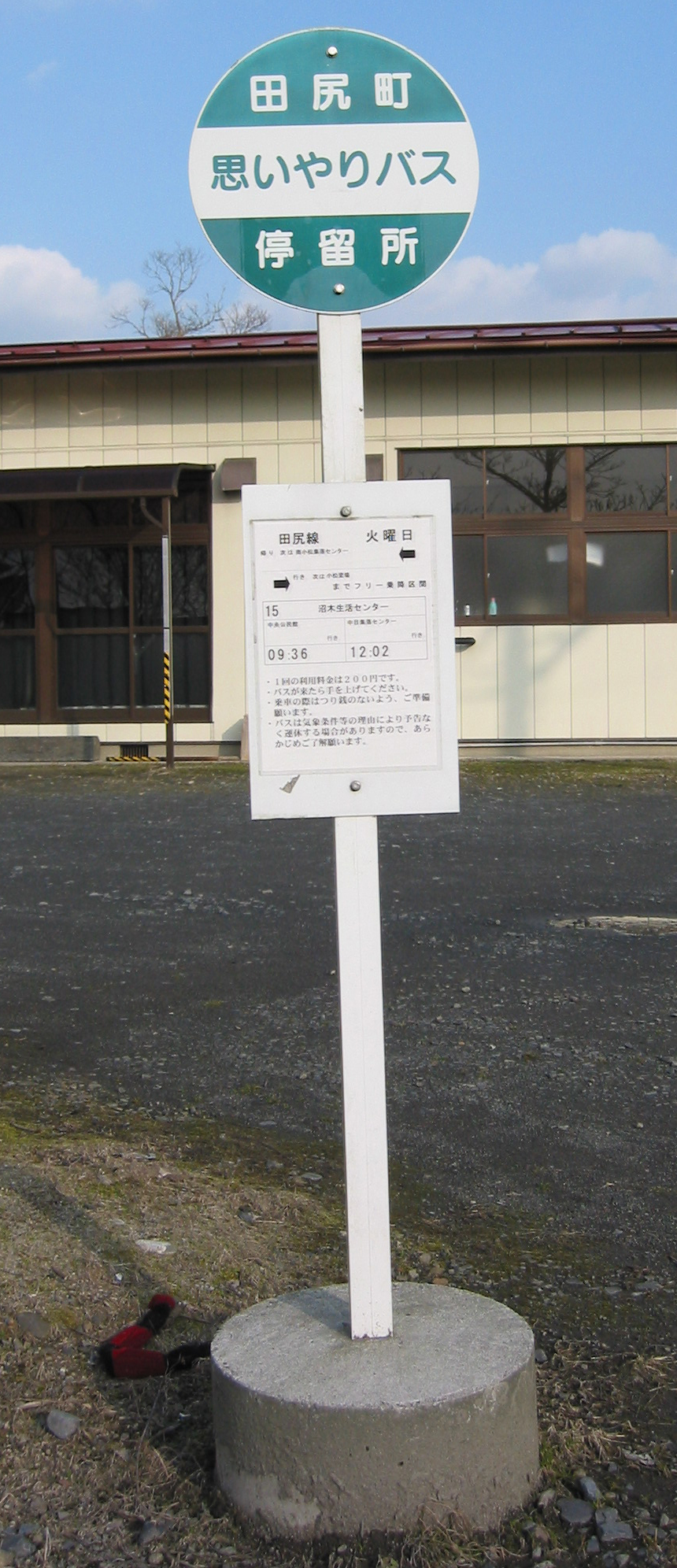
田尻町思いやりバス当時のバス停

合併前の「田尻町思いやりバス」を引き継いだもので、運行開始当時から自家用自動車（白ナンバー車）による有償運送（いわゆる80条バス）の運行形態を採っていた。
運行回数は少ない（各路線概ね週1回）ながら、旧田尻町内の各集落をほぼカバーするかたちで路線設定が行われている。
2011年10月3日から、予約制乗合交通「くるくる号」に移行した。
概要
- 料金は利用1回200円、小・中学生100円、小学生未満無料。1年間有効の定期券があった。
- 各路線とも週1回1往復のみの運行。但し、祝日、年末年始（12/28～1/4）、お盆（8/13～16）は運休であった。

沿革
- 2000年（平成12年）7月1日 - 「田尻町思いやりバス」として運行開始。
- 2011年（平成23年）10月3日 - 廃止。予約制乗り合い交通「くるくる号」に移行。

路線
※以下は、2006年4月時点での情報である。
- 大貫1号線（金曜日のみ運行）：田尻乳幼児センター - 本田尻郵便局 - 沼部公民館 - 上南公会堂 - 陸前大貫郵便局 - 長根集落センター - 働く婦人の家
- 大貫2号線（火曜日のみ運行）：田尻乳幼児センター - 本田尻郵便局 - 沼部公民館 - 長沢農村生活改善センター - 蕪栗林内 - 陸前大貫郵便局 - 長根集落センター - 働く婦人の家
  - 火曜日のみの運行。
- 沼部1号線（木曜日のみ運行）：田尻乳幼児センター - 本田尻郵便局 - 沼部公民館 - 百々公会堂 - 北小牛田集落センター - 谷地中公会堂
- 沼部2号線（火曜日のみ運行）：田尻乳幼児センター - 本田尻郵便局 - 沼部公民館 - 木戸瓦窯跡 - 貝ノ堀集落センター
- 田尻線（火曜日のみ運行）：沼部公民館 - 本田尻郵便局 - 大嶺久保 - 田助 - 沼木生活センター - 中目集落センター

特記事項
- 本田尻郵便局 - 田尻乳幼児センター又は通木山崎（田尻線）間の菅原歯科医院バス停がなくなったこと、一部のバス停名が変わった（中央公民館→沼部公民館など）ことを除き、合併前と路線、運行曜日時刻、料金体系とも殆ど変更せず運行されていた。